# Бенковски (връх)
Бенко̀вски е връх в рида Ветрен, Ихтиманска Средна гора. Височината му е 1186 m.
Представлява хорст със стръмни склонове. Почвите са канелени, ранкери и рендзини. Обрасъл е с бук и габър. В близост до него се намира манастирът „Св. Възнесение Господне“ и закрито военно поделение. В миналото е хайдушко сборище. По време на Априлското въстание въстаниците от селата по средното течение на река Тополница изграждат укрепен военен лагер на върха. На 1 май 1876 г. лагерът е разбит от редовна османска войска и башибозук. До 1942 г. и в периода 1946 – 1951 г. носи името Еледжик.

## Галерия
- Останки от въстаническия лагер от Априлското въстание на Еледжик. Източник: ДА „Архиви“
- Останки от въстаническия лагер от Априлското въстание на Еледжик.